# Totally Spies! Le film
Totally Spies! Le film (titulado: Tres espías sin límite: La película en Hispanoamérica) es una película cómica de animación franco-canadiense de 2009 dirigida por Pascal Jardin, producida por Michelle y Robert Lamoreaux y basada en la serie televisiva homónima de Vincent Chalvon-Demersay y David Michel.
La producción es una precuela de la serie animada que narra como se conocieron las protagonistas y su ingreso como espías para una agencia secreta que vela por la seguridad mundial.
En Canadá y Estados Unidos el estreno tuvo lugar a través de Adult Swim y Teletoon un año después del estreno en Francia.

## Argumento
La película comienza con Sam, Alex y Clover comenzando sus nuevas vidas en Beverly Hills, California. Cuando cada uno de ellos estaba a punto de cruzarse fuera de un restaurante de sushi, cerca de los agentes de WOOHP (incluido Jerry) provocaron deliberadamente que el rollo de sushi gigante sobre la entrada se separara y los persiguiera, liberando a algunos animales cercanos en el proceso. El rollo de sushi gigante, con el tronco de las tres niñas enrollado encima, persigue a un cochinillo en la calle. Las tres niñas pueden evitarlo, salvar la vida del cochinito (que Alex adopta y nombra "Oinky") y destruir el rollo de sushi antes de que cause algún daño. Después de eso, Alex, Sam y Clover se presentan y esto comienza su amistad cuando más tarde se ven de nuevo en su nueva escuela, se encuentran con la actual directora, la señorita Skrich y sus rivales, Mandy, Dominique y Caitlin. Clover ofrece a sus nuevos amigos un cambio de ropa después de que Mandy los rocíe con una máquina de chai, pero se ven atrapados en un casillero y en una de las oficinas de WOOHP. Aquí, se encuentran con Jerry y su compañero agente de WOOHP, Tad. Jerry revela que WOOHP había estado observando a los tres en secreto desde la infancia, mostrando videos de cada niña y escogiéndolos como los mejores reclutas para la organización. Sin embargo, las chicas rechazan rápidamente la invitación y se niegan a unirse. Sin embargo, luego son "forzados" a entrenarse después de que cada uno tenga experiencias traumáticas que aparentemente se relacionan con WOOHP. Acuerdan pasar por la formación y en 48 horas, completar la formación.
Después del entrenamiento, son lanzados a su primera misión cuando famosas celebridades, como la estrella de rock Rob Hearthrob y la psicóloga de los animales Peppy Wolfman, han sido misteriosamente secuestradas. Esto también muestra cómo las chicas obtuvieron sus uniformes de diferentes colores (gracias a una sugerencia de diseño de Clover). Primero van al edificio de Wolfman, donde Alex tiene a Oinky como "una locura por mamá" como una distracción, y Oinky corre deliberadamente por el vestíbulo con los otros animales y la recepcionista en su búsqueda. Más tarde descubren que cada uno pasó por una máquina misteriosa llamada "Fabulizor", descubierta gracias a las grabaciones de seguridad en la oficina de Wolfman. Más tarde, se dan cuenta de que todos en la escuela también habían pasado por el Fabulizor, tenían el mismo aspecto al día siguiente, y Oinky termina por pasar por el Fabulizor, obteniendo la misma renovación también. Esto es después de que casi fue destruido por uno de los secuaces de Fabu en un avión de combate mientras volaba de regreso a la escuela y después de casi evitar a la Srta. Skritch mientras regresaban a la escuela. Tras dejar a Mandy esa noche, descubren que todos los que pasaron por el Fabulizor se sintieron hipnotizados por un chip especial en sus mejillas antes de la recuperación y Alex ve a Oinky entre la multitud y lo agarra, con Sam y Clover agarrando a Alex. Como fueron secuestrados en una extraña estación espacial en el espacio. Luego se encuentran con el cerebro detrás de todo el asunto, Fabu, un modelo de pista que rápidamente perdió la fama en cinco minutos en la pista y se avergonzó de no ser parte de la multitud durante su infancia. Los espías se exponen accidentalmente y son capturados por los secuaces más fuertes de Fabu. Luego relata todo su plan, secuestrar a todos los que pasaron por el Fabulizor y colocarlos dentro de una estación espacial especial que él llama Fabutopia para vivir nuevas vidas en los alrededores elegantes, luego usar un misil para destruir toda la Tierra, antes de usar su Fabulizor invierte y da a las chicas cada uno de sus horribles cambios (Sam adquiere una piel verde, Clover se desata y Alex obtiene espinillas enormes). Luego los establece para ser volados de regreso a la Tierra en cohetes. Pero justo cuando se va, las cosas se ponen más difíciles cuando Tad se encuentra con las chicas nuevamente cuando aún están encarceladas y dice que las dejará fallar en la misión y detendrá a Fabu, tomando todo el crédito y recuperando su estatus de "agente favorito" con Jerry.
Pero después de una pelea con Fabu, Tad está atado al misil con destino a la Tierra. Las chicas logran escapar y, después de reparar el daño de los Fabulizor, van tras Fabu. No pueden evitar que el misil despegue, pero se lanzan en un viaje ya que se está disparando hacia la Tierra con Tad aún unido a él. Pueden hacer girar el misil para destruir la estación, sorprendiendo a las chicas, ya que no tenían idea de cómo detenerlo antes y Alex golpea el panel de control con el manual de WOOHP. Luego son recogidos por una aparición sorpresa de Jerry en uno de los barcos de WOOHP y rescatan a las personas secuestradas a bordo de la estación (liberándolos del trance hipnótico al destruir el faro de señal de Fabu en su personal) y evacuan de manera segura, incluido Oinky, quien el pensamiento nunca iba a llegar a tiempo, solo para verlo correr rápido hacia ella, finalmente reunirse con Alex antes de que el misil explote y destruya la estación en un final de fuegos artificiales. Luego persiguen la nave de Fabu, logran destruirla y atrapar a Fabu y su Sphynx en su cápsula de escape. Después de la misión, las chicas admiten que la misión fue difícil al principio, pero también las hizo amigas, por lo que aceptan su posición como espías. Alex es invitado a una sesión con Wolfman y Clover recibe una cita por teléfono con Rob Hearthrob. Pero antes de eso, luego regresan a la escuela para enfrentar el castigo del director por el "daño" que causaron al tratar de evitarla antes en la película (gracias a que Sam usó un lápiz labial láser para cortar un agujero de escape en la pared antes). ). Pero, afortunadamente, parece que gracias a WOOHP, tienen un nuevo director, cuyo nombre no se revela, y aparentemente no sabe sobre el castigo de las niñas y le da a Sam un gran elogio.
La señorita Skritch había sido transferida a otra escuela en la Antártida en un iglú, Fabu, su secuaz y Tad son luego encarcelados y puestos a castigo por WOOHP y todos los que fueron rescatados de la estación espacial de Fabu han borrado sus mentes (incluida Mandy). Pero justo después de que las chicas celebran igualarse con Mandy por última vez, gracias a uno de los artilugios de WOOHP, son llevadas a otra misión. Las chicas son rápidas para traer citas personales, pero pronto se encuentran huyendo de un jet WOOHP mientras se prepara para chuparlas a bordo. Pero las chicas están listas para su misión mientras se cambian a sus uniformes de espía y exclaman su amistad cuando termina la película.

## Reparto
| Actor/triz (Voz)  | Personaje(s)           |
| ----------------- | ---------------------- |
| Claire Guyot      | Sam                    |
| Fily Keita        | Clover                 |
| Céline Mauge      | Alex Mandy             |
| Jean-Claude Donda | Jerry Lewis            |
| Emmanuel Garijo   | Tad                    |
| Perrette Pradier  | Srta. Scritch          |
| Thierry Mercier   | Peppy Wolfman (Garou)* |
| Donald Reignoux   | Rob Hearthrob (Idole)* |
| Antoine Tomé      | Yuriy                  |
| Karl Lagerfeld    | Fabou                  |

* Entre paréntesis el nombre de los personajes en V. O.

## Estrenos

### Cartelera
La premier tuvo lugar el 22 de julio de 2009 en Francia en un total de 272 salas. En octubre del mismo año fue estrenada en Holanda donde fue un éxito de taquilla durante siete semanas.
Medio año después saldría el DVD en este último país.

### Televisión
El 27 de febrero de 2010 se estrenó en televisión a través de Disney Channel Asia para los países del Sureste Asiático, y el 25 de abril en Estados Unidos a través de Adult Swim.

## Recepción

### Taquilla
La película recaudó 572.000 dólares en su primera semana siendo el noveno filme de la jornada con aproximadamente 2.100 dólares por cine [en Francia]. A lo largo del mes recaudó 309.189 dólares en el país galo.
A nivel internacional recaudaron 1,3 millones de dólares.

### Nominaciones
| Año  | Festival         | Categoría      | Resultado |
| ---- | ---------------- | -------------- | --------- |
| 2011 | Kidscreen Awards | Mejor TV Movie | Ganador   |